# 單片眼鏡

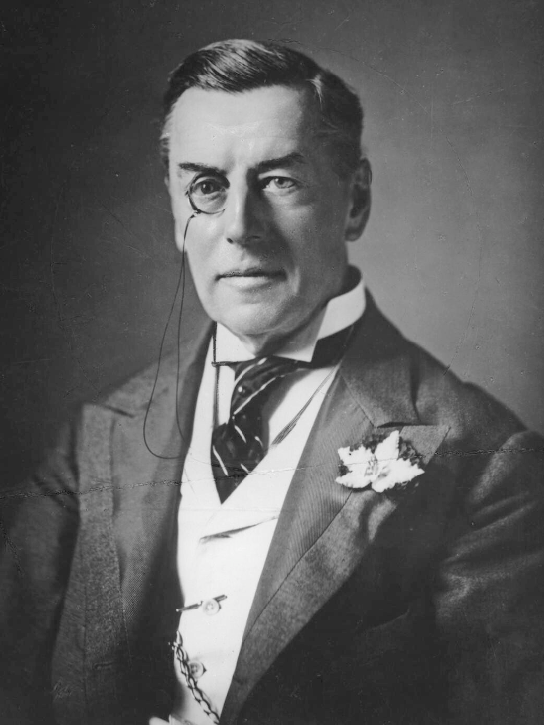
戴著單片眼鏡的约瑟夫·张伯伦。

單片眼鏡是一種專為單眼使用設計的矯正鏡片眼鏡，與夹鼻眼镜類似，無需耳掛即可佩戴。它通常由一個圓形的鏡片組成，並通過眉骨和顴骨的夾持固定在眼眶位置。為了防止掉落，單片眼鏡常配有绳子或鏈子，繫於佩戴者的衣物上，並連接於鏡片的孔或圍繞鏡片圓週的金屬環。

## 起源
1720年代，普魯士古物學家菲利普·馮·斯托施於羅馬佩戴單片眼鏡，用以仔細觀察版畫和古代雕刻寶石，但單片眼鏡直到19世紀才成為花花公子服裝的一部分。1790年代，時尚達人佩戴的「長柄眼鏡」是一種高端時尚物品，與單片眼鏡不同的是，長柄眼鏡通過一根手柄握住眼睛，類似於望遠鏡，而不是直接由眼窩支撐。

### 款式

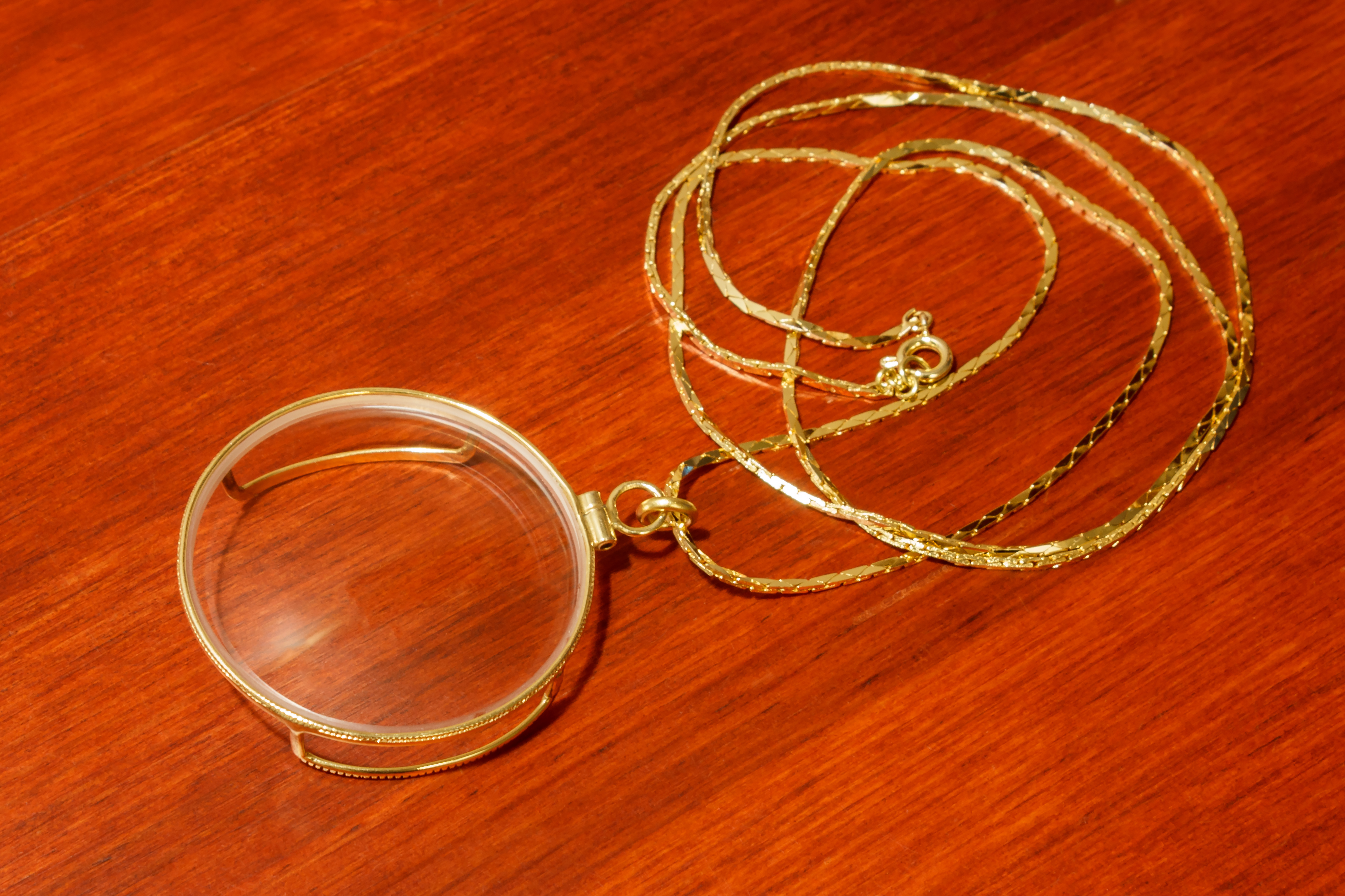
20世紀的單片眼鏡款式。

單片眼鏡的設計共有兩種形式：有框和無框。無框單片眼鏡通常看起來像是一片暴露的鏡片，但經過加工後，鏡片的大小和形狀適合嵌入眉骨與顴骨之間，並可能刻有防滑溝槽。 鏡片上通常會附有小孔或金屬環，用來穿過繩子或鏈子，避免眼鏡脫落或損壞。在19世紀末至20世紀初，這種設計在男性肖像中經常出現，特別是在懷錶鏈附近的腹部位置。
單片眼鏡的功能主要用於矯正視力，尤其是對於那些裸眼能清晰遠視但有老花眼的使用者。它提供了一種遠近兼容的視力矯正方法，通過讓一隻眼睛負責遠視，另一隻眼睛佩戴單片眼鏡進行近視矯正。這樣可以避免雙焦點鏡片所帶來的視覺扭曲，並且不需要移動視線來進行焦點調整。然而，這種方式的缺點是無法同時清晰地使用雙眼觀看物體，可能會影響立體感和視覺清晰度，部分使用者可能無法適應。

## 歷史
單片眼鏡在歷史上曾經經歷過多次流行與衰退，其中最顯著的流行時期出現在19世纪末。當時的單片眼鏡經過了重要的設計改進，實現了更為穩定和便捷的佩戴方式。這些改進使得使用者無需用手支撐眼鏡，通過眉骨與顴骨之間的夾持力，單片眼鏡得以穩固地佩戴在眼前。在這一時期，單片眼鏡大多呈圓形，並附有防止掉落的繩子或鏈子，這使得眼鏡能夠方便地懸掛於使用者的頸部。雖然這種設計無法完全防止眼鏡滑落，但卻能有效避免眼鏡掉落後的損壞或遺失。隨著時間的推移，現代的單片眼鏡有時會附帶橋樑結構和單側鏡腿，使其佩戴更加穩定和舒適。然而，在眼鏡文化史的相關考證資料中，並未發現這類設計在歷史上的出現。因此，這些現代改良設計可視為後期的創新，而非19世紀末的標準配置。
這種眼鏡並未得到眼鏡商的推崇，反而受到批評。19世紀的眼鏡商認為，單片眼鏡會破壞雙眼的視力平衡，並將其視為「有害的玩具」。倫敦眼鏡商J.T.哈德森曾指出，雙眼鏡因其視覺效果更佳、佩戴更舒適且外觀更均衡，逐漸取代了單片眼鏡。此外，英語中對眼鏡的稱呼也反映了這一差異：雙眼鏡通常使用複數形式的「glasses」或「eyeglasses」，而單片眼鏡則使用單數形式「glass」或「eyeglass」。
即便在其流行時期，單片眼鏡的主要功能仍更多是作為時尚品而非實用的矯正工具。隨著時間的推移，單片眼鏡逐漸成為19世紀歐洲文化的象徵，並且在現代被視為一種復古元素。進入21世紀後，儘管單眼視力矯正仍然存在需求，但現代人在视光学技術的進步下，可以更好地測量屈光不正，從而可以為每隻眼睛配不同強度的眼鏡和隱形眼鏡。這導致人們更多選擇使用隱形眼鏡或僅一側鏡片具有度數的雙眼鏡，而非單片眼鏡。

## 流行
在19世紀末和20世紀初，單片眼鏡不僅僅是視力矯正工具，更是一種流行的時尚象徵，特別是在歐洲貴族階層廣泛流行，與燕尾服和大禮帽結合，成為身份和品位的象徵。並隨著時間的推移逐漸演變為貴族與上層社會的時尚配件。在這一時期，片眼鏡的使用者大多為男性，但少數女性也曾將片眼鏡作為搭配簡潔男式服裝、低跟鞋和手杖的時尚單品，從而展現出強調男性化形象的潮流。然而，這一風潮在1920年出版的《Women's Wear Daily》雜誌中曾受到批評。
據稱，單片眼鏡在20世紀初的時尚女同性戀圈中逐漸流行，當時女同性戀者會佩戴單片眼鏡以彰顯個性。包括尤娜·特魯布里奇、瑞克里芙·霍爾和魏瑪德國記者西爾維亞·馮·哈爾登等女性曾佩戴單片眼鏡；德國表現主義畫家奥托·迪克斯的畫作《記者西爾維亞·馮·哈爾登肖像》便描繪了她佩戴單片眼鏡的形象。

### 配戴者
曾佩戴單片眼鏡的人物包括英國政治家约瑟夫·张伯伦及其子奧斯汀、亨利·查普林、安格斯·莫德、佩爾西·托普利斯（《單片眼鏡叛變者》）、天文學家兼《仰望夜空》節目主持人帕特里克·穆爾、巴基斯坦創國者穆罕默德·阿里·真納、葡萄牙總統安东尼奥·斯皮诺拉、電影導演弗里茨·朗和艾利·馮·史托洛海姆、19世紀葡萄牙作家艾萨·德·克罗兹、蘇聯作家米哈伊尔·阿法纳西耶维奇·布尔加科夫、演員康拉德·维德、達達主義者卓斯坦·查拉和勞爾·豪斯曼、神秘主義法西斯主義者尤利烏斯·埃佛拉、法國合作主義政治家《路易·達基耶·德·佩波瓦、詩人阿佛烈·丁尼生、歌手理查德·陶貝爾、外交官克里斯托弗·尤爾特·比格斯（為掩飾假眼而佩戴煙灰色單片眼鏡）、約翰尼·克拉多克少校、演員拉爾夫·林恩、喬治·亞利斯、馬丁·格林、卡尔·马克思等。此外，伊莉莎白·安斯康姆是少數幾位偶爾佩戴單片眼鏡的女性之一。抽象表現主義畫家巴尼特·纽曼佩戴單片眼鏡主要是為了更清楚地觀察藝術作品。理查·陶伯佩戴單片眼鏡是為了掩飾眼睛的斜視。愛爾蘭詩人威廉·巴特勒·叶芝也曾佩戴過單片眼鏡。英國作家伊夫林·沃在二戰期間入伍時佩戴單片眼鏡，用以在射擊訓練中專注瞄準。
單片眼鏡亦作為德國軍官的配件，尤其是第一次世界大戰和第二次世界大戰期間。已知曾佩戴單片眼鏡的德國軍官包括赫尔穆特·魏德林、漢斯·克雷布斯、維爾納·馮·弗里奇、埃里希·鲁登道夫、瓦尔特·莫德尔、瓦爾特·馮·賴歇瑙、迪特里希·馮·紹肯、威廉·凱特爾、迪特里希·冯·肖尔蒂茨、汉斯·冯·塞克特和胡戈·施佩勒。

### 流行文化
在描繪單片眼鏡流行時代背景的作品中，片眼鏡經常出現在具有一定地位的男性角色形象中，甚至成為紳士的象徵之一。法國作家莫里斯·盧布朗於1907年出版的小說《亞森·羅蘋》雖未在文本中提到片眼鏡，但封面插圖中的亞森·羅蘋佩戴片眼鏡，使這一形象成為怪盜角色的經典符號。類似的例子包括漫畫《魔术快斗》的怪盜基德，以及《福爾摩斯探案集》中莫里亞蒂教授在某些影視改編中的單片眼鏡造型等。
此外，在手塚治虫的作品中，花丸博士作為其“明星系統”的常駐角色，時常以單片眼鏡塑造醫生或科學家的形象。在動畫電影《蒸汽男孩》中，單片眼鏡也成為科學家角色的重要配件之一。《銀河英雄傳說》中，銀河帝國的軍務尚書艾倫貝克元帥以片眼鏡彰顯其地位；在科學家形象中，《五星物語》的角色莫拉德·卡拜特起初也設定為片眼鏡使用者，並出現在漫畫第二卷的插圖中。

#### 符號化
單片眼鏡的影響甚至延伸至表情符號中。如今的Unicode中定義了一個單片眼鏡表情符號（🧐），用以表達懷疑、思索或自信的知性形象，也常被用來呈現精緻或帶有自負意味的智慧感。